# أولاد ساعد (اتوابت)
أولاد ساعد هي إحدى مشيخات المملكة المغربية، تتبع جغرافيا لإقليم آسفي وإداريًا لاتوابت. يقدر عدد سكانها بـ 7479 نسمة حسب الإحصاء الرسمي للسكان والسكنى لسنة 2004.